# Pseudocuma cercarioides
Pseudocuma cercarioides är en kräftdjursart som beskrevs av Sars 1894. Pseudocuma cercarioides ingår i släktet Pseudocuma och familjen Pseudocumatidae. Inga underarter finns listade i Catalogue of Life.